# Mezinárodní uznání Republiky Arcach
Republika Arcach (dříve Náhorněkarabašská republika) byla separatistická entita na Kavkaze. De iure součástí Ázerbájdžánu, ale během rozpadu SSSR vyhlásila nezávislost a byla de facto nezávislým státem  až do jejího vojenského ovládnutí v roce 2023. Vyhlášení nezávislosti 2. srpna 1991 vyvolalo ve světě negativní ohlas a až do roku 2006 neuznal Arcach (tehdy pod názvem Náhorní Karabach) žádný stát světa. V roce 2006 bylo vytvořeno Společenství neuznaných států mezi Abcházií, Jižní Osetií, Podněstřím a Náhorním Karabachem, jehož členové se při vstupu oficiálně navzájem uznali. Žádný stát uznávaný mezinárodním společenstvím Arcach neuznává, ale od roku 2012 uznalo nezávislost Arcachu / Náhorního Karabachu několik států a měst v USA (Rhode Island 2012, Massachusetts 2012, Maine 2013, Louisiana 2013, Los Angeles 2014, Kalifornie(některé vesnice a nižší územní celky v Kalifornii uznaly Arcach již dříve) 2014 a také oblast Nového Jižního Walesu v Austrálii, přestože ani USA ani Austrálie nezávislost Arcachu neuznali.
Následkem bleskové třetí karabašské války z 19. září 2023 je dle dohod s Ázerbájdžánem Republika Arcach spolu se všemi státními institucemi ke dni 1. ledna 2024 rozpuštěna.

## Státy, které uznaly Republiku Náhorní Karabach

Mezinárodní uznání Arcachu
Arcach
státy a oblasti, které uznaly nezávislost Arcachu

### Členské státy OSN
Žádný ze členských států OSN Arcach nikdy neuznal.

### Nečlenské státy OSN
| Pořadí | Stát         | Datum uznání nezávislosti | Datum navázání diplomatických styků | Členství v mezinárodních organizacích |
| ------ | ------------ | ------------------------- | ----------------------------------- | ------------------------------------- |
| 1      | Jižní Osetie | 17. listopadu 2006        | ‒                                   | člen SNS2                             |
| 2      | Abcházie     | 17. listopadu 2006        | ‒                                   | člen SNS2                             |
| 3      | Podněstří    | 17. listopadu 2006        | ‒                                   | člen SNS2                             |

### Části suverénních států
| Pořadí | Stát             | Datum uznání nezávislosti | Stát, jehož je oblast součástí |
| ------ | ---------------- | ------------------------- | ------------------------------ |
| 1      | Rhode Island     | květen 2012               | USA                            |
| 2      | Massachusetts    | srpen 2012                | USA                            |
| 3      | Nový Jižní Wales | říjen 2012                | Austrálie                      |
| 4      | Maine            | duben 2013                | USA                            |
| 5      | Louisiana        | květen 2013               | USA                            |
| 6      | Kalifornie       | květen 2014               | USA                            |
| 7      | Baskicko         | září 2014                 | Španělsko                      |